# 2211 Hanuman
2211 Hanuman este un asteroid din centura principală, descoperit pe 26 noiembrie 1951 de Leland Cunningham.